# Américo de Grazia
Américo Giuseppe De Grazia Veltri (Upata, Estado Bolívar, Venezuela, 8 de diciembre de 1959) es un político venezolano que militó en el partido La Causa R, fue alcalde del Municipio Piar y  diputado a la Asamblea Nacional por la Mesa de la Unidad Democrática (MUD). En las elecciones regionales y municipales del 21 de noviembre de 2021, fue el candidato a la Gobernación del Estado Bolívar por el Movimiento Ecológico de Venezuela (MOVEV).

## Carrera política
Americo De Grazia fue alcalde en dos periodos y concejal del Municipio Piar del estado Bolívar. En 2010 De Grazia resulta electo como diputado de la Mesa de la Unidad en las elecciones parlamentarias de Venezuela de 2010 y fue reelecto en las elecciones parlamentarias de 2015 en representación del circuito 3 del estado Bolívar, para el periodo 2016-2021. En la contienda logró ganar al Partido Socialista Unido de Venezuela (PSUV) en los siete municipios que conforman el circuito 3, al sur de la entidad. Es secretario general de la Comisión de Energía, Minas y Petróleo y miembro de la subcomisión especial mixta que investiga las irregularidades administrativas ocurridas en el Fondo de Pensiones y Jubilaciones de Trabajadores de Petróleos de Venezuela (PDVSA), integrada por la Comisión Permanente de Energía, Minas y Petróleo y la Comisión Permanente de Contraloría.[cita requerida]
Escribe columnas de opinión para el diario El Comercio y fue coordinador de campaña del candidato a la Gobernación del estado Bolívar, Andrés Velásquez. El 20 de mayo de 2016, denunció la confiscación de los equipos de la emisora Especial 95.5 FM, propiedad de su familia en Upata en un operativo con despliegue militar por orden de CONATEL. De Grazia atribuyó la medida a retaliaciones políticas tras las denuncias en torno a la Masacre de Tumeremo en marzo de 2016 y a la presunta vinculación de funcionarios del gobierno con las mafias mineras al sur de Bolívar.[cita requerida]

## Agresiones físicas
Durante la pelea en la Asamblea Nacional el 30 de abril de 2013, Américo de Grazia, debió ser hospitalizado después de ser golpeado por cinco oficialistas y caer por escaleras. El 5 de julio de 2017 Américo De Grazia resultó herido por el ataque de colectivos durante el asedio de la Asamblea Nacional, donde resultaron heridos un total de seis diputados, nueve empleados de la Asamblea y varios periodistas.

## Amenazas
En noviembre de 2018, el presidente Nicolás Maduro describió a los diputados Andrés Velásquez y Américo de Grazia como “pranes del oro”, amenazando que deben "extinguirse y desaparecer". El partido de la Causa R denunció la amenaza contra Velásquez y de Grazia, quienes han denunciado el Arco Minero del Orinoco, aclarando que la respuesta de Maduro ocurrió luego de las sanciones en contra de la comercialización del oro por parte de Estados Unidos y alertó a la comunidad internacional sobre cualquier acción que pueda intentarse en contra de estos dos dirigentes de la organización. La Asamblea Nacional aprobó un acuerdo en se le pide a la comunidad internacional otorgar medidas de protección a los diputados, y la abogada Tamara Sujú advirtió que de Grazia tenía medidas cautelares y protección dictadas por la Comisión Interamericana de Derechos Humanos (CIDH).

## Investigación
El 8 de mayo de 2019 es levantada su inmunidad parlamentaria por la ANC tras solicitud del TSJ y la Fiscalía, por acusaciones de traición a la patria, concierto para delinquir, entre otras, por haber participado en el intento de levantamiento militar contra Nicolás Maduro y en apoyo al presidente del parlamento Juan Guaidó.

## Secuestro
El 8 de agosto del 2024, en el contexto de las protestas en Venezuela a raíz de los resultados de las elecciones presidenciales del 28 de julio, el gobierno secuestra a los diputados Williams Dávila y Américo De Grazia. Un día después la hija anuncia que estaba detenido en El Helicoide. El 26 de agosto Américo De Grazia cumplió 19 días detenido y en ese lapso, sus familiares continúan sin recibir una fe de vida, denunció una de sus hijas.
La Comisión Interamericana de Derechos Humanos amplió su protección a de Grazia como resultado.